# أندرو برينر
أندرو برينر (بالإنجليزية: Andrew Brenner)‏ هو سياسي أمريكي، ولد في 14 يناير 1971 في كولومبوس في الولايات المتحدة. حزبياً، نشط في الحزب الجمهوري. وقد انتخب عضو مجلس نواب أوهايو.

## وصلات خارجية
- الموقع الرسمي